# De Heen
De Heen is een dorp  in de Nederlandse gemeente Steenbergen, provincie Noord-Brabant.

## Etymologie
De Heen, in 1716 nog Het Heensche Dorp geheten, is vernoemd naar de Heense Polder, waarin het is gelegen. Deze polder is op zijn beurt weer vernoemd naar een waterloop, die Heen of Heendrecht werd genoemd, en wat later Eendracht is geworden. En dít komt weer van de zeebies of heen (Bolboschoenus maritimus), die op de schorren groeide.
Tot 1775 was voor het dorp ook de naam Hogediep in gebruik.

## Geschiedenis
In 1609 werden de gorzen van De Heen ingedijkt en in 1610 was de Heense Polder geschikt voor de landbouw. Hierin werd in 1614 het dorp De Heen gesticht.
In 1785 werd een haventje aangelegd, dat uitkomt op de Steenbergse Vliet.

## Bezienswaardigheden
- Windmolen De Vos, in de buurtschap Heense Molen, een ronde stenen molen uit 1714.
- De Onze-Lieve-Vrouw-Hemelvaartkerk, aan Dorpsweg 134, is een bakstenen neogotisch bouwwerk uit 1884, ontworpen door Piet van Genk. De eenbeukige kerk, die overdekt wordt door een tongewelf, werd in 1951 nog met één travee en een driezijdig gesloten apsis uitgebreid. De parochie bestond al in 1837.
- De bakstenen overwelfde duiker bij de haveningang, met het jaartal 1785 op de sluitsteen.
- Het Fort Henricus ligt enkele kilometer ten oosten van De Heen. Het stamt uit 1626 en werd daarna nog herhaaldelijk uitgebreid en gewijzigd.
- De sluizen van Benedensas, ten noordwesten van het dorp aan de monding van de Steenbergse Vliet in het Volkerak, uit 1824.
- Jachthaven De Schapenput[3], waardoor De Heen is verbonden met de Steenbergse Vliet.

## Natuur en landschap
De Heen ligt te midden van een zeekleipoldergebied, dat is ontstaan door de inpoldering van de schorren in de Eendracht en het Volkerak. Een aantal binnendijken vindt men nog in het landschap. Enkele kilometers ten noordwesten van het dorp vindt men nog de Slikken van de Heen, een buitendijks voormalig schorrengebied.
Ten noorden van De Heen loopt de Steenbergse Vliet, langs de oevers waarvan een moerassig natuurgebied ligt. De Steenbergse Vliet watert via de sluizen van Benedensas uit op het Volkerak.

## Voorzieningen
Aan de Dorpsweg staat dorpshuis 'de Stelle'. Het verenigingsleven kent een evenementencommissie. Met carnaval heet De Heen 't Strienedurpke.

## Trivia
De streekromans over Merijntje Gijzen van A.M. de Jong spelen zich goeddeels in De Heen af.

## Nabijgelegen kernen
Nieuw-Vossemeer, Steenbergen, Sint Philipsland
Stad: Steenbergen      Dorpen: De Heen · Dinteloord · Kruisland · Nieuw-Vossemeer · Welberg 

Buurtschappen: Blauwe Sluis · Bloemendijk · De Bocht · Boompjesdijk · Dintelsas · 't Haantje · Heense Molen · Koevering · Notendaal · De Overval ‎· Rolaf ‎· Visberg · Waterhoefke · Wildenhoek · Zwarte Ruiter

Noord-Brabant: Steden en dorpen      Nederland: Provincies · Gemeenten